# Grande épicerie Bardou
Pour les articles homonymes, voir Bardou.

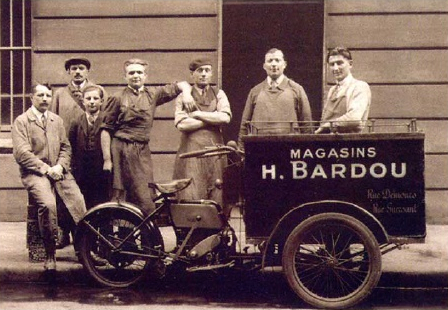
Livreurs des Magasins H. Bardou, Paris 17e, par E. Bardou, 1920.

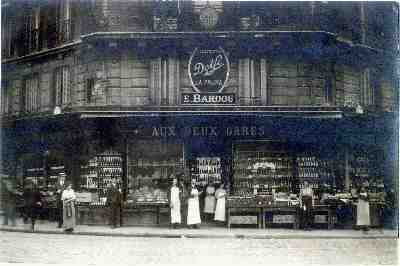
Aux Deux Gares, Paris 10e, par E. Bardou, 1920.

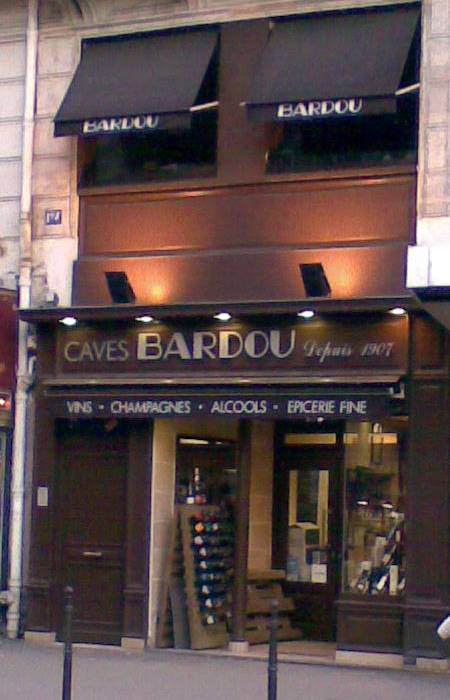
Caves Bardou, Paris 10e, 2010.

Les Grandes épiceries Bardou sont créées à la fin du XIXe siècle par deux frères : Émile et Henri Bardou.

## La première ébauche
La Grande épicerie Bardou qui est située dans le 17e arrondissement de Paris à l'angle de la rue Guersant et de la rue Pierre-Demours est transformée par Henri Bardou en mai 1957 en « super-marché libre-service » d'une surface de 750 m2.
Elle est considérée comme la première ébauche aboutie de supermarché en France (mais le premier véritable supermarché avec parking ouvrira quelques mois plus tard, en octobre 1958, à Rueil-Malmaison : l'Express-Marché de la société Goulet-Turpin, d'une surface de 560 m2,.

## Une autre épicerie
Une autre épicerie Bardou, est ouverte en 1907, toujours à Paris, près de la gare de l'Est, dans le quartier Saint-Vincent-de-Paul du 10e arrondissement, à l'angle de la rue du Faubourg Saint-Denis et de la rue de Strasbourg (actuellement rue du 8-Mai-1945). Elle est nommée Aux Deux Gares et dépend d'Émile Bardou sur une photographie prise en 1920.
Cette épicerie ferme en 2002 et se réinstalle quelques années plus tard, reprenant une partie des locaux de l'ancienne épicerie de 1907, au 124, rue du Faubourg Saint-Denis sous le nom Caves Bardou. « Depuis 1907 » est précisé sur l'enseigne.

## Une autre épicerie à Québec, Canada
Au 48 et demi rue Couillard dans le Vieux-Québec, dans une maison construite en 1842, Alexandre Bardou fonde en 1925 l'épicerie Bardou qui cesse ses activités en 1993. L'établissement longtemps reconnu pour sa boucherie, ses fromages, sa charcuterie et son épicerie fine, a aussi été une sandwicherie faisant le bonheur des habitués du quartier[réf. souhaitée]. La maison (et sa voisine au 54) abrite aujourd'hui le bistro italien Portofino.